# UTC+2
UTC+2 è il fuso orario in anticipo di 2 ore sull'UTC.
Utilizzano questo fuso orario tre categorie di Stati:
- Stati in cui vige per tutto l'anno
- Stati in cui vige solo in inverno come ora solare (e d'estate adottano UTC+3)
- Stati che lo adottano solo in estate come ora legale (in cui d'inverno vige UTC+1)

## Geografia
In teoria UTC+2 concerne una zona del globo compresa tra 22,5° E e 37,5° E in cui l'ora corrisponde all'ora solare media del 30º meridiano est, riferimento integrato nel sistema UTC nel 1972. Per il suo posizionamento, questo fuso viene chiamato anche Ora del Cairo e anticamente Ora di Costantinopoli, dal nome delle due enormi aree metropolitane poste a ridosso del suo meridiano medio. Per ragioni pratiche, i paesi in questo fuso orario coprono un'area molto più estesa.

## Central Africa Time
I seguenti 15 stati e territori utilizzano tutto l'anno il fuso UTC+2 in Africa, dove il fuso viene chiamato Central Africa Time (CAT).
- Botswana
- Burundi
- RD del Congo:
  - Alto Katanga
  - Alto Lomami
  - Alto Uele
  - Basso Uele
  - Ituri Interim Administration
  - Kasai
  - Kasai Occidentale
  - Kasai Orientale
  - Katanga
  - Kivu Nord
  - Kivu Sud
  - Lomami
  - Lualaba
  - Maniema
  - Provincia Orientale
  - Sankuru
  - Tanganyika
  - Tshopo
- Egitto
- Lesotho
- Libia
- Malawi
- Mozambico
- Namibia
- Ruanda
- Sudafrica
- Sudan
- eSwatini
- Zambia
- Zimbabwe

Si sottolineano i casi particolari della Libia e della Namibia che, in quanto attraversate dal 15º meridiano, adottano questo fuso come espediente artificiale di ora legale permanente.

## Fuso orario di Kaliningrad
| Verde scuro | Fuso orario di Kaliningrad (UTC+2).    |
| Rosso       | Fuso orario di Mosca (UTC+3).          |
| Celeste     | Fuso orario di Samara (UTC+4).         |
| Giallo      | Fuso orario di Ekaterinburg (UTC+5).   |
| Ciano       | Fuso orario di Omsk (UTC+6).           |
| Pistacchio  | Fuso orario di Krasnojarsk (UTC+7).    |
| Viola       | Fuso orario di Irkutsk (UTC+8).        |
| Blu         | Fuso orario di Jakutsk (UTC+9).        |
| Verde       | Fuso orario di Vladivostok (UTC+10).   |
| Albicocca   | Fuso orario di Srednekolymsk (UTC+11). |
| Rosso scuro | Fuso orario della Kamčatka (UTC+12).   |

Il fuso orario UTC+2 è utilizzato permanentemente, a partire dal 26 ottobre 2014, anche dall'Oblast' di Kaliningrad.
- Russia (Fuso orario di Kaliningrad):
  -  Oblast' di Kaliningrad

## Eastern European Time
Una seconda categoria di 15 Stati e altri territori, localizzati in Europa e nel bacino del Mediterraneo, utilizzano il fuso orario UTC+2 solo in inverno come ora solare, chiamata Eastern European Time (EET). Durante l'estate questi Stati invece passano a UTC+3. 
- Bulgaria
- Cipro (compresa  Cipro del Nord)
- Estonia
- Finlandia
- Grecia
- Israele
- Lettonia
- Libano
- Lituania
- Moldavia
- Palestina
- Romania
- Ucraina

## Central European Summer Time
| Azzurro | Western European Time (UTC+0)                                      |
| Blu     | Western European Time (UTC+0) Western European Summer Time (UTC+1) |
| Rosso   | Central European Time (UTC+1) Central European Summer Time (UTC+2) |
| Giallo  | Ora di Kaliningrad (UTC+2).                                        |
| Ocra    | Eastern European Time (UTC+2) Eastern European Summer Time (UTC+3) |
| Verde   | Ora di Mosca (UTC+3)                                               |

Central European Summer Time, indicato con acronimo CEST e detto in italiano Tempo Estivo Centrale Europeo, è uno dei nomi del fuso orario dell'Europa centrale, nel periodo e per quei Paesi che introducono l'ora legale estiva. Il suo orario è appunto UTC+2, mentre quando è in vigore l'ora solare si fa riferimento al Central European Time, UTC+1.
I seguenti 30 Stati e territori usano l'ora legale estiva, fra l'ultima domenica di marzo e l'ultima domenica di ottobre:
- Albania
- Andorra
- Austria
- Belgio
- Bosnia ed Erzegovina
- Città del Vaticano
- Croazia
- Danimarca
- Francia
- Germania
- Territorio di  Gibilterra
- Italia
- Liechtenstein
- Lussemburgo
- Macedonia del Nord
- Malta
- Monaco
- Montenegro
- Norvegia
- Paesi Bassi
- Polonia
- Rep. Ceca
- San Marino
- Serbia
- Slovacchia
- Slovenia
- Spagna (escluse le Canarie)
- Svezia
- Svizzera
- Ungheria